# 拉兹奈
拉兹奈（法語：Lazenay，法語發音：[laznɛ]）是法国谢尔省的一个市镇，位于该省西部，属于维耶尔宗区。

## 地理
拉兹奈（47°4'16"N, 2°3'38"E）面积30.74 平方千米，位于法国中央-卢瓦尔河谷大区谢尔省，该省份为法国中部省份，北起卢瓦雷省，西接卢瓦-谢尔省和安德尔省，南至克勒兹省，东南接阿列省，东临涅夫勒省。
与拉兹奈接壤的市镇（或旧市镇、城区）包括：塞尔布瓦、谢里、利默、阿尔农河畔吕里、普卢、普瓦雪、迪乌、米尼、勒伊。
拉兹奈的时区为UTC+01:00、UTC+02:00（夏令时）。

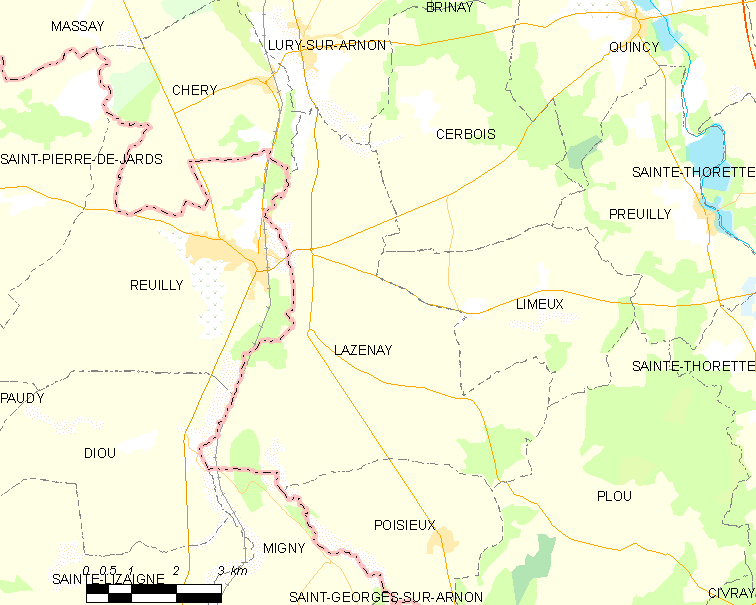
拉兹奈的OSM定位图

## 行政
拉兹奈的邮政编码为18120，INSEE市镇编码为18124。

## 政治
拉兹奈所属的省级选区为耶夫尔河畔默安县。

## 人口

1962-2008年间拉兹奈人口变化图示

拉兹奈于2022年1月1日时的人口数量为282人。